# Berneau
Berneau è una frazione di Dalhem, uno dei comuni francofoni del Belgio situato nella Regione Vallone, nella Provincia di Liegi.
Fino al 1977, Berneau godeva dello status di comune. In seguito alla razionalizzazione dei piccoli comuni stabilita con il decreto reale del
17 settembre 1975, ratificato in legge il 30 dicembre 1975, a partire dal primo gennaio 1977 il comune di Berneau venne fuso con Bombaye, Dalhem, Feneur, Mortroux, Neufchâteau, Saint-André e Warsage a formare il nuovo comune di Dalhem.

## Storia
Il 5 ottobre 1914, il 25º, 89º e 90º reggimento dell'Armata Imperiale tedesca uccisero 10 civili e distrussero 80 abitazioni nel quadro dei crimini di guerra commessi nei primi mesi dell'invasione tedesca del Belgio nel 1914, successivamente definiti lo Stupro del Belgio.

## Galleria d'immagini

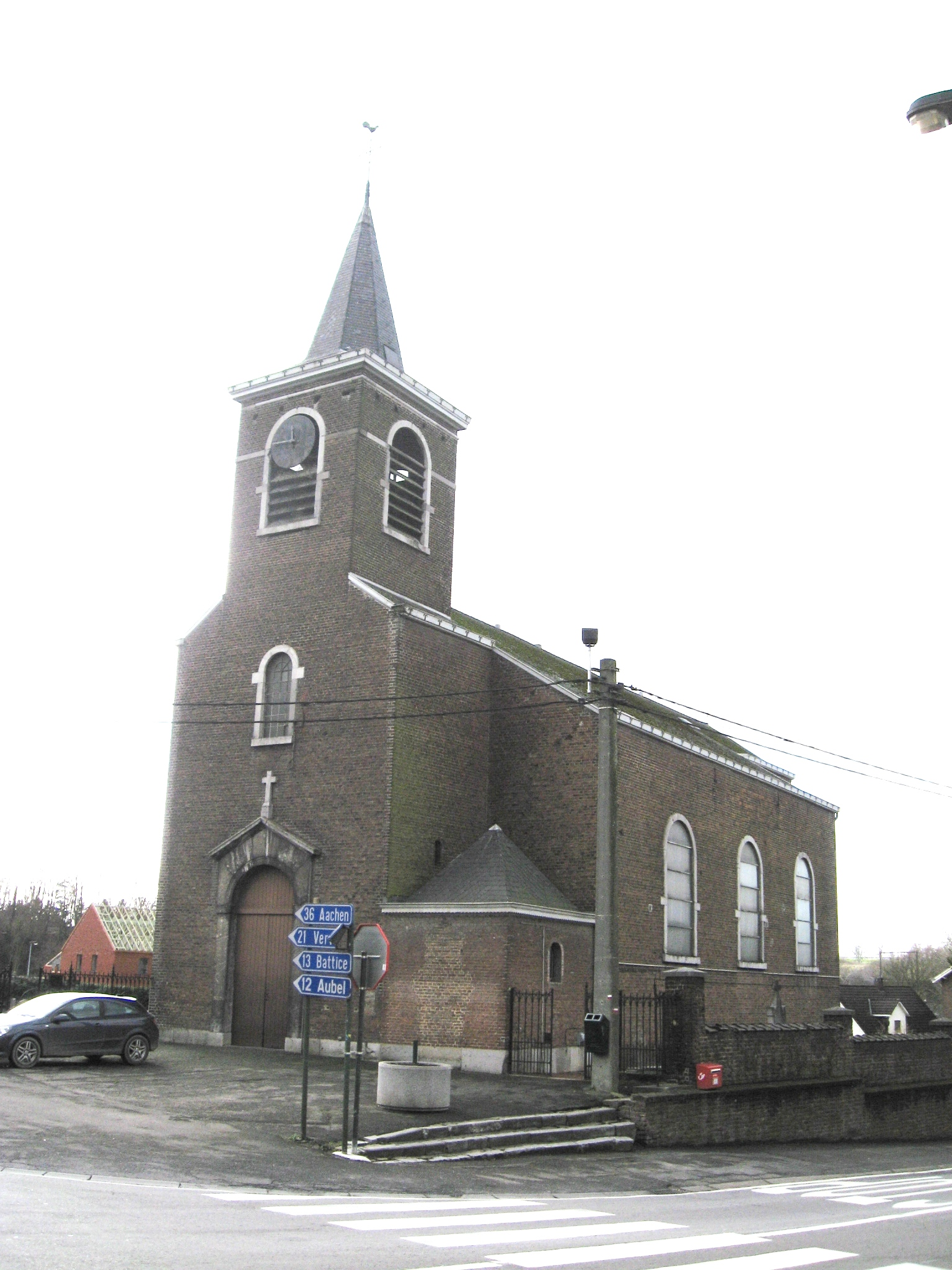
La chiesa di Servazio di Tongres
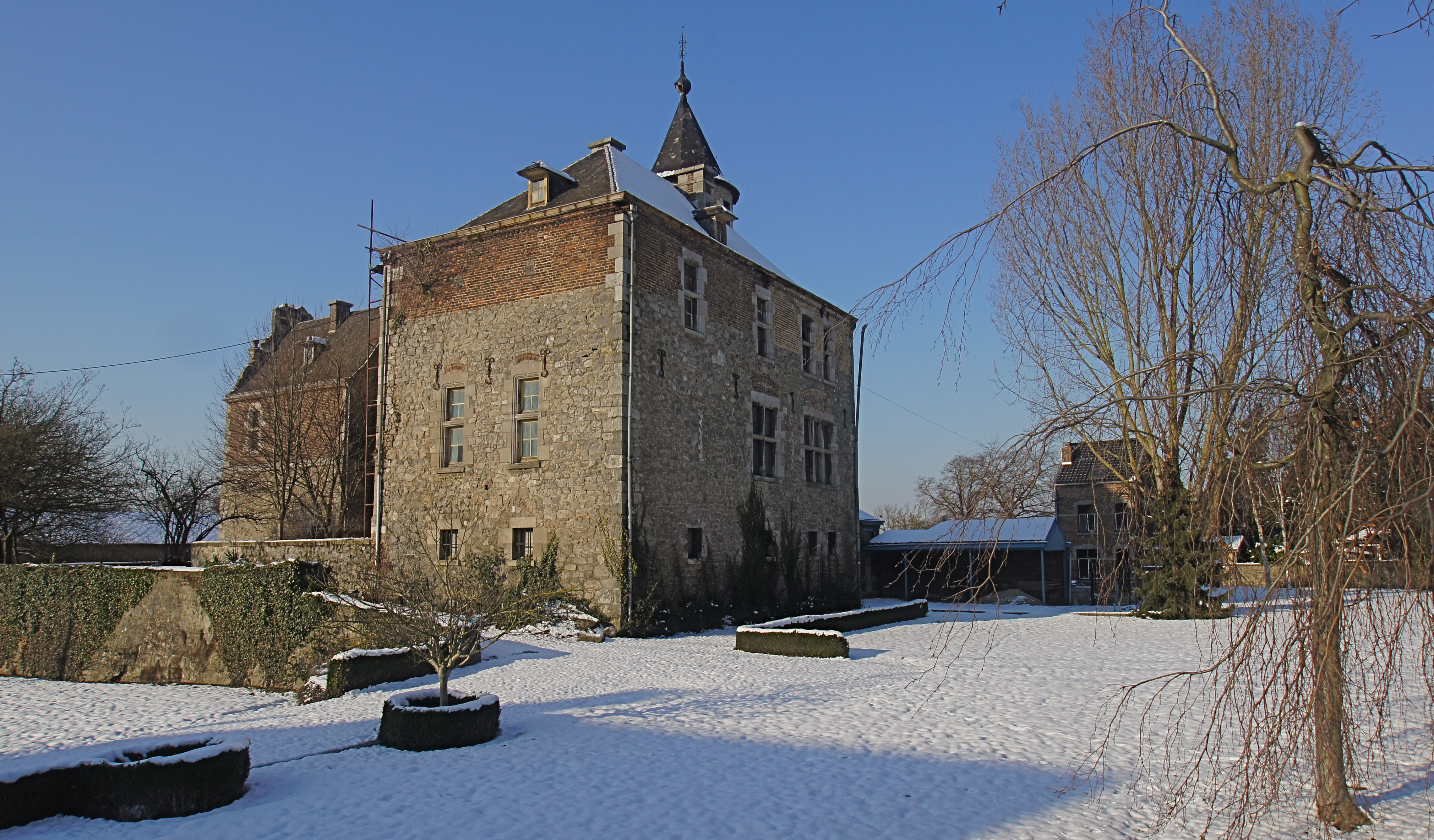
Il castello Borcht
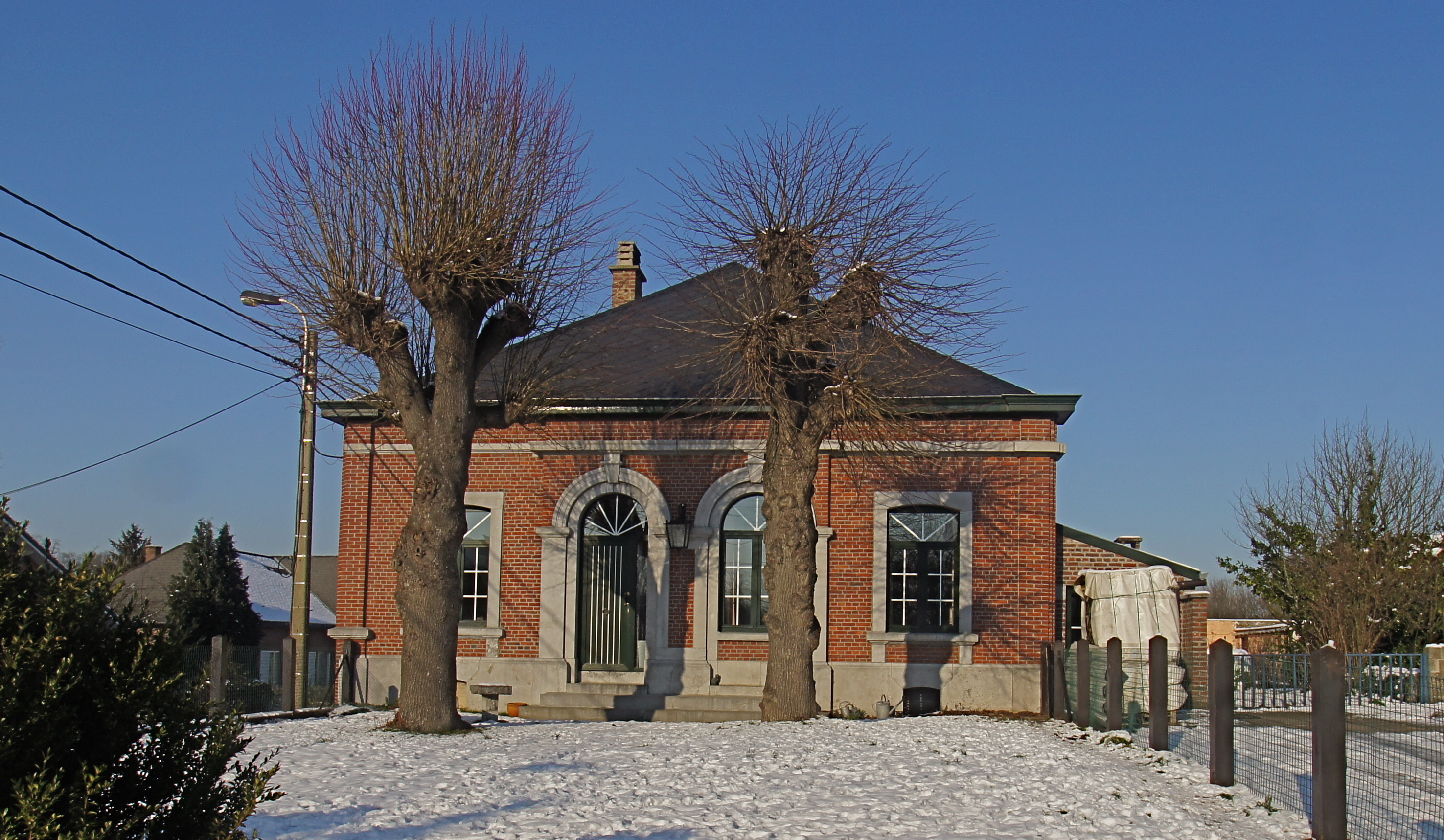
L'antica scuola comunale